# Eredivisie (vrouwenhandbal) 1986/87
De Eredivisie is de hoogste afdeling van het Nederlandse handbal bij de dames op landelijk niveau. In het seizoen 1986/1987 werd Herschi/V&L landskampioen van Nederland. Datateam/Foreholte en Enizico/Swift degradeerden naar de Eerste divisie.
Ookmeer is voorafgaan dit seizoen gefuseerd samen met Slotervaart en spelen onder de naam, Ookmeer Slotervaart Combinattie (afgekort; OSC)

## Opzet
De twaalf teams spelen in competitieverband tweemaal tegen elkaar. De nummer één mag zich landskampioen van Nederland noemen, de nummers elf en twaalf degraderen naar de eerste divisie.

## Teams
| Club                  | Plaats     | Provincie     |
| --------------------- | ---------- | ------------- |
| Datateam/Foreholte    | Voorhout   | Zuid-Holland  |
| Fototechniek/Hellas   | Den Haag   | Zuid-Holland  |
| Vonk/Mosam            | Maastricht | Limburg       |
| OAD/OSC               | Amsterdam  | Noord-Holland |
| PSV                   | Eindhoven  | Noord-Brabant |
| Van der Voort/Quintus | Kwintsheul | Zuid-Holland  |
| Zeeman Vastgoed/SEW   | Nibbixwoud | Noord-Holland |
| VGZ/Sittardia         | Sittard    | Limburg       |
| Swift Arnhem          | Arnhem     | Gelderland    |
| Enzico/Swift          | Roermond   | Limburg       |
| Herschi/V&L           | Geleen     | Limburg       |
| Vlugheid en Kracht    | Groningen  | Groningen     |

## Stand
| Pos | Club                  | Wed | W  | G | V  | Ptn | DV  | DT  | +/−  | Opmerking                      |
| --- | --------------------- | --- | -- | - | -- | --- | --- | --- | ---- | ------------------------------ |
| 1   | Herschi/V&L           | 22  | 18 | 1 | 3  | 37  | 468 | 327 | +141 | Landskampioen                  |
| 2   | OAD/OSC               | 22  | 18 | 0 | 4  | 36  | 466 | 339 | +127 |                                |
| 3   | Swift Arnhem          | 22  | 16 | 2 | 4  | 34  | 436 | 346 | +100 |                                |
| 4   | Van der Voort/Quintus | 22  | 14 | 3 | 5  | 31  | 410 | 344 | +66  |                                |
| 5   | Zeeman Vastgoed/SEW   | 22  | 12 | 3 | 7  | 27  | 378 | 357 | +21  |                                |
| 6   | Vonk/Mosam            | 22  | 12 | 0 | 10 | 24  | 375 | 316 | +59  |                                |
| 7   | VGZ/Sittardia         | 22  | 8  | 1 | 13 | 17  | 307 | 370 | -63  |                                |
| 8   | Fototechniek/Hellas   | 22  | 7  | 1 | 14 | 15  | 340 | 338 | +2   |                                |
| 9   | Vlugheid en Kracht    | 22  | 7  | 1 | 14 | 15  | 315 | 388 | -73  |                                |
| 10  | PSV                   | 22  | 6  | 0 | 16 | 12  | 303 | 390 | -87  |                                |
| 11  | Datateam/Foreholte    | 22  | 4  | 1 | 17 | 9   | 302 | 469 | -167 | Degradatie naar eerste divisie |
| 12  | Enzico/Swift          | 22  | 2  | 3 | 17 | 7   | 292 | 408 | -116 | Degradatie naar eerste divisie |